# Autoritratto con cappello
Autoritratto con cappello è un dipinto a olio su tela (65x51 cm) realizzato tra il 1879 ed il 1880  dal pittore francese Paul Cézanne. È conservato nel Kunstmuseum di Berna.
I colori irreali dei quadri di Cézanne, hanno una forte valenza simbolica: qui ad esempio, il colore giallo della faccia indica vitalità.